# Полина Гурјева
Полина Александровна Гурјева (Ашхабад 5. октобар 1999) туркменистанска је спортисткиња и репрезентативка Туркменистана у дизању тегова. Најпознатија је по освојеној медаљи на Олимпијским играма у Токију 2020. То је била прва историјска медаља на Олимпијским играма за спортисте из Туркменистана. Освојила је сребрну медаљу у категорији до 59 килограма.
Од државе је као награду за освојену медаљу добила стан, луксузни аутомобил и 50.000 долара.